# Burckella
Genre
Classification phylogénétique
Burckella est un genre de plantes à fleurs de la famille des Sapotaceae. Ce sont des arbres trouvés en Asie et en Océanie.

## Synonymes
- Cassidispermum,
- Chelonespermum,
- Schefferella

## Liste d'espèces
Le genre Burckella compte 26 espèces parmi lesquelles on peut citer:
- Burckella amicorum
- Burckella banikiensis
- Burckella billii
- Burckella brachypoda
- Burckella cocoa
- Burckella erskineana
- Burckella richii
- Burckella sorei

## Description
Ce sont des arbres.

## Répartition
Asie et Océanie.